# Ruberth Morán
Ruberth Morán   (Mérida, 11 d'agost de 1973) és un exfutbolista veneçolà de la dècada de 1990.
Fou 65 cops internacional amb la selecció de Veneçuela. Pel que fa a clubs, fou jugador, entre d'altres, de Estudiantes de Mérida i Córdoba. El 2014 esdevingué entrenador de Deportivo Anzoátegui.